# 자선 단체
자선단체(慈善團體)는 자선 사업을 펼치는 비영리적 단체를 말한다. 운영 방식은 주로 기부금을 통해 이루어진다.

## 같이 보기
- 공익신탁
- 가급적 근사원칙
- 비영리 단체
- 사회적 기업
- 세계 기부 지수